# Anacamptomyia nigriventris
Anacamptomyia nigriventris là một loài ruồi trong họ Tachinidae.